# 장현 (조선)
장현(張炫, 1613년 ~ 1695년)은 조선 후기 인조-숙종 때의 한학(漢學) 역관이자 반청 운동가로, 역관의 신분을 이용해 첩자·교섭자·무기밀매책으로도 활동했다. 희빈 장씨의 아버지 장형의 사촌형이다. 1694년(숙종 20, 갑술년) 2차 왕비 교체로 종질녀 희빈 장씨가 왕비에서 후궁으로 강봉된 가운데 1차 왕비 교체 당시 숙종이 인현왕후에게 했던 행위를 옥정에게 그대로 반복할 것을 요구한 노론의 종용 아래 아우 장찬과 더불어 절도에 유배됐다가 다음해 배소에서 사망했다. 자는 공명(公明). 본관은 인동(仁洞: 옥산)으로, 상장군계 양주파이다.

## 활동
사역원 재직 종2품 동지였던 장경인의 장남으로, 희빈 장씨, 장희재 남매의 아버지 장형의 사촌형이다. 인조 17년 1639년 역과에 장원(壯元)으로 합격해 한학 교수 등을 거쳐 최고 관직이 종1품 숭록대부에 이르렀다. 사무처리에 능하고 부지런하여 일찍이 뱃길로 명나라에 다녀왔다. 1637년(인조 15)에는 청나라에 볼모로 잡혀가는 소현세자(昭顯世子)와 효종(孝宗)을 수행해 청나라 심양(瀋陽)에서 6년을 모시면서 은밀히 청나라의 사정을 파악하고 청나라의 주요인물들과 인맥을 쌓았다. 심양에서 귀국하여 수역(首譯)이 된 후, 40년간 무려 30여 차례나 북경(北京)에 다녀오면서 조선의 대소사를 도맡아 처리했다.
풍채가 좋고 사무 처리에 부지런하였다. 일찍이 뱃길을 경유하여 중국에 갔으며, 정축년(인조 15년)에 소현세자를 배종해 심양에 가서 6년 동안 머물렀으므로 저들의 정상을 자세히 알았다. 돌아와서 그 공로로 승자(陞資)하여 수임(首任-수석역관)이 되었고, 수임으로 있던 40년 동안 연경에 간 것이 30여 번이고, 여러 공무에 있어 그의 주선에 힘입은 것이 많았다. 벼슬은 숭록대부(종1품)에 이르렀고 여섯 번 지중추부사에 제수되었다.— 《통문관지》 기록

인조의 아들인 소현세자, 효종, 인평대군과 각별한 친분이 있었으며, 특히 효종의 절대적인 신임과 비호를 받았다. 1653년(효종4년)에 역관들이 무려 50수레가 넘는 인삼을 중국으로 가져가다 가 발각되자 그간 그를 견제해온 문관들에게 아무런 증거가 없음에도 불구하고 그 인삼의 주인일 것이라고 지목되어 곤욕을 치를 뻔 했지만 효종의 노골적인 비호 아래 처벌에서 벗어날 수 있었다. 1657년(효종 8년)에는 중인 역관의 신분으로 45세의 젊은 나이에 정2품 자헌대부에 가자되어 문관에게 공분을 얻었다.
효종의 이러한 비호는 북벌을 추구하였던 효종의 정책과 역관의 신분을 이용하여 청의 첩자와 무기 밀입을 자처하던 장현의 행적에서 그 연유를 파악할 수 있다. 장현은 사신 대행 역관으로서 뛰어난 외국어와 외교 실력으로 수차례 조선을 위기에서 구하고 자존심을 지켰을 뿐 아니라, 청나라의 기밀을 탐지 하고 비밀 문서를 입수하는 공을 세우고 호란 이후 조선에선 제조가 금지된 화포 등의 무기를 밀입 해 들여오는 등 목숨과 사재(개인재산)를 아끼지 않았다. 이러한 그의 의지는 효종이 사망한 후에도 지속되어 숙종 초기 청에서 발생한 삼번의 난을 기회삼아 남인의 주도로 다시 일어난 북벌론 때와 종질녀인 옥정이 왕비로 등극한 후에 두드러지게 드러난다.
 주강(晝講) 입시 때에 특진관 목래선(睦來善)이 아뢰었다. "신이 작년에 연경에 갔을 때 설관(舌官: 역관)을 시켜서 저들(청국)의 사정을 자세히 탐문하였으나 일행 가운데에는 갖고 있는 물건이 없었습니다. 역관 장현 · 김기문 · 방이민 · 김진립 등이 사재인 은화를 많이 소비하여 사정을 탐지하였습니다. 그러므로 별단으로 서계하니 격려하고 권장하는 수단으로 논상하는 일이 있어야 하겠습니다.— 《비변사등록》』 숙종 1년 4월 23일

 목내선(睦來善)이 아뢰기를, “역관(譯官) 장현(張炫)은 청(淸)나라 사람이 내각(內閣)에 비장(秘藏)했던 문서(文書)를 얻어 왔으니, 그 공이 당연히 품계(品階)를 올려 주어야 합니다. 그러나 숭록(崇祿)의 품계를 다시 가자(加資)할 수 없는 사람이기 때문에 하사(下賜)하는 것으로 그쳤으니, 격려 권장하는 의의에 매우 벗어난 조처였습니다.” 하고, 권대운은 아뢰기를, “말을 하사하는 것으로는 그의 공을 보상할 수가 없습니다. 대신(大臣)이 공이 있으면 그 자손의 녹용(錄用)을 허락합니다.”하고, 목내선은 아뢰기를, “장현(張炫)이 모치(募致)한 것은 이 뿐만이 아닙니다. 전일에도 많이 있었습니다.” 하고, 권대운은 아뢰기를, “이제 6백 금(金)을 들여 문서(文書)를 구입하였으니, 그 비용이 매우 많이 들었습니다.” — 《숙종실록》 15년(1689 기사 / 청 강희(康熙) 28년) 윤3월 13일(경술) 2번째 기사

현종 3년에 정2품 지중추부사로 있었으며, 숙종 3년(1677년)에는 품직이 종1품 숭록대부에 이르렀다. 수차례 호국의 공을 세워 마땅히 품계가 올라야 했지만 그때마다 역관과 의관에게 정1품 보국을 가자하는 것은 법도에 어긋난다는 문관들의 반발로 아들들의 품계를 대신 올려주었고, 이후에는 그의 공이 조카에게까지 넘어갔다. 역관의 수장이자 신화였으며, 당대의 갑부로서, 숙종 때에는 국중거부 라는 별칭이 붙었다. 사돈지간 이자 역시 국중거부로 꼽히는 일본어 역관 수장 변승업과 함께 직접무역이 불가한 청나라와 일본 사이의 중계무역을 주도해 조선에 막대한 이득을 안겨주기도 하였다.
경신환국의 발판인 삼복의 변 직후인 4월 17일, 인평대군의 아들이자 서인의 모략으로 남인 영수 허적의 서자 허견과 함께 대역죄인으로 처형된 복선군 이남과 친밀히 지내왔다는 죄로 도체찰사부 군관이던 조카 장천익과 함께 유배형에 처해졌다. 이어, 5월 7일에는 그의 아우이자 장천익의 아비인 역관 장찬(張燦)도 형과 아들이 유배되었는데 홀로 면하는 것은 부당하다는 김석주의 주장으로 유배되었다. 하지만 유배형을 받은지 얼마 지나지 않아 석방되어 사역원으로 복직되었다. 이에 대한 반발도 거세어 숙종 11년부터 숙종 12년까지 장현 형제를 역안(譯案: 역관 명부)에서 제거하고 유배해야 한다는 기사만 《승정원일기》에 기록된 것만도 약 40건에 이른다. 서인의 경계를 받으며 위태로이 활동을 하던 중, 1689년 기사환국이 발발하여 서인 정권이 남인 정권으로 교체되고 숙종의 후궁이었던 종질녀 옥정이 숙종의 계비로 등극함으로써 비로소 활동을 재개할 수 있었다.
1691년 5월, 동생 장찬이 청에서 해외반출을 금지한 일통지(一統志: 중국 전역과 조공국(朝貢國)의 지리와 기후, 풍속 등을 총 기술한 지도)를 몰래 사서 조선으로 반입하려다 책문(柵門)에서 발각 되었다. 이에 청에서 조선을 문책하자 장찬에게 모든 책임이 미루어져 현 왕비의 당숙임에도 불구하고 70대 노구를 이끌고 금오산성 변경에 충군(充軍: 죄를 범한 자를 억지로 군역(軍役)에 복무시키는 제도)되는 벌을 받았다. 5월 15일에는 장현이 조선으로 밀입하려던 화포 25대가 봉황성(鳳凰城)의 문지기에게 적발되자 장현 역시 모든 책임을 전가받고 벼슬이 2급 강등되는 벌을 받았다.
1694년 갑술환국이 발발하여 서인 정권으로 다시 교체되자 노론의 총공격을 받아 장희재의 친족이란 죄명으로 1694년 윤5월 13일 유배되었다. 갑술환국 당시, 서인에게 환국 자금을 제공했던 이들이 사역원 역관들이었던 것으로 미루어 그들에게 강한 시기를 받았던 것을 알 수 있다. 유배 이후의 행적은 알려지지 않지만, 여러 간접 기록으로 미루어 1701년 이전에 유배지에서 사망한 것으로 보인다. 1701년, 종질녀인 희빈 장씨가 정적인 숙빈 최씨의 발고로 인해 인현왕후의 죽음을 기원하였다는 혐의를 받고 자진하는 무고의 옥이 발발하자 노론의 강력한 주장으로 그의 식솔들도 모두 죄에 연루되어 조카 장천한과 종질부 김씨(장희재의 처. 작은아기)는 옥사하였고 종질인 장희재는 참형되었다. 1705년, 앞서 1699년 왕세자(경종)의 두창 회복 기념으로 이미 사망한 죄인을 사면토록 해주었을 때 노론에 의해 누락되었던 장현의 죄가 비로소 사면되었는데 이는 장현이 1699년 이전에 이미 사망했음을 알 수 있는 대목이다. 1717년(숙종43년)에 손자 장채유가 식년시 역과에 장원으로 급제하여 영조시대에 정2품 자헌대부, 지중추부사를 거쳐 종1품 숭록대부에 이르러 장현의 계보를 이었다. 사실상 노론 일당전제 시대에 쓰여진 《승정원일기》 영조 30년 10월 28일 기사에 명기된 "장채유는 즉, 고(故) 명 역관 장현의 손자이다.(張采維, 卽故名譯張炫之孫)"는 문장은 장현의 위대함을 드러내는 대목이다.

## 기타
- 병자호란 후 소현세자와 봉림대군(효종)이 볼모가 되어 심양으로 갈 때 통역관으로 따라가던 장현이 두 왕자의 신변을 염려하여 지은 시조이다.

압록강 해진 후에 - 장현

압록강(鴨綠江) 해진 후에 어여쁜 우리 임이

연운만리(燕雲萬里)를 어디라고 가니는고

봄풀이 프르고 프르거든 즉시 돌아오소서

- 이규경의 《오주연문장전산고(五洲衍文長箋散稿)》에서 조선에 투전을 전파한 이가 장현이라고 명확히 밝히고 있다. 옥살이를 하게 된 장현이 청에서 습득한 패 놀이(=카드 게임)를 응용해 만든 투전으로 시간을 보냈고, 장현에게서 투전을 배워 함께 즐겼던 옥지기와 다른 죄수들이 밖에 퍼트려 조선 전체에 퍼지고 종국엔 도박화가 됐다는 것. 투전 패의 글자는 여진어로 추정되는데, 장현은 전공어인 한어 뿐만이 아니라 여진어에도 능숙했다. 성대중의 《청성잡기(靑城雜記)》에서도 "투전놀이가 어느 시대에 시작되었는지는 알 수 없으나 숭정(崇禎) 말엽에 장현(張炫)이 북경에서 배워 가지고 왔다. (중략) 장현이 처음에는 국수(國手)로 일컬어졌는데, 얼마 지나지 않아 온 나라에 퍼져 사람들이 바둑이나 장기보다 더 탐닉하게 되었다."고 기록하고 있다.[13]

- 김수장(金壽長)이 편찬한 《해동가요(海東歌謠)》서문에 효종~영조 때의 이름 높은 가객(歌客) 56인의 이름이 열거되어 있는데 이 중 한 명으로 장현이 등장한다. 김수장이 정의한 가객(=歌者)은 후기에 정의된 노래를 업으로 한 전문 창곡가가 아니라 음률에 능하여 노래의 가사인 한시문을 지은 작가를 의미한다.[14]

## 가계
- 조부 : 장수(張壽, 1553~1632) - 증 좌의정[주 9]
- 조모 : 증 정경부인 충주 지씨
  - 부친 : 장경인(張敬仁, 1578~1646), 가선대부 동지중추부사 역임, 증 정헌대부 공조판서[주 10]
  - 모친(生) : 정부인 영산 신씨 - 판관 신철수[주 11]의 딸
    - 아우 : 장찬(張燦, 1626~1695) - 부호군, 가선대부, 용양위
    - 제수 : 정부인 제주 고씨
      - 조카 : 장천익(張天翼, 1645~?) - 숙종 4년 무오증광시 무과 급제
      - 조카 : 장천핵(張天翮)
      - 조카 : 장천숙(張天䎘)
      - 조카 : 장천록(張天祿)

  - 숙부 : 장충인(張忠仁, 생몰년 미상) - 부호군
  - 숙부 : 장응인(張應仁, 1594~1660) - 역학훈도, 첨지중추부사 역임. 증 우의정
  - 숙모 : 남포 박씨 - 산학 별제 박심의 딸.
    - 종제 : 장형(1623-1669) - 사역원 봉사 역임, 증 보국숭록대부 영의정, 옥산부원군[주 12]
    - 종제수(前) : 제주 고씨 - 증 정경부인, 증 영주부부인
      - 종질 : 장희식

    - 종제수(後) : 파평 윤씨 - 정경부인, 파산부부인
      - 종질녀 : 인동 장씨 - 김지중에게 출가
      - 종질 : 장희재
      - 종질녀 : 옥산부대빈 장씨

- 원적 : 여흥 이씨(생몰년 미상) - 지중추부사 이질(李耋)의 딸
- 계적 : 전주 최씨(생몰년·부친 미상)
  - 장남 : 장천우(張天羽)
  - 장자부 : 평양 조씨 - 조응현(趙應賢)의 딸
    - 손자 : 장성유(張聖維, 1664~?[주 13]) - 숙종 10년(1684) 갑자 식년시 의과 급제. 내의원정 역임
    - 손부 : 고령 신씨 - 사역원정 신찬(申燦)의 딸

  - 차남 : 장천한(張天漢, ?~1701) - 무과 급제. 숙종 3년(1677) 부호군·호군, 숙종 15년(1689) 충장위장, 숙종 16~20년(1690~4) 희천군수 역임
  - 차자부 : 김해 김씨
    - 손자 : 장대유(張大維) - 숙종 23년(1697) 정축 중시 무과 급제[주 14]. 사과(司果: 정6품 무관직) 역임

  - 삼남 : 장천택(張天澤) - 무과 출신. 강동 현감 역임.
  - 삼자부 : 천녕 현씨
    - 손자 : 장문유(張文維, 1675~?) - 숙종 23년(1697) 정축 중시 무과 급제. 어모장군 용양위 부사과.
    - 손자 : 장두유(張斗維, 1677~?) - 숙종 23년(1697) 정축 중시 무과 급제. 부사용

  - 사남 : 장천범(張天範)
  - 오남 : 장천헌(張天憲) - 사역원 봉사 역임
  - 오자부 : 우봉 김씨 - 역관 김기문(金起門)의 딸
    - 손자 : 장채유(張采維, 1697~?) - 장천강의 생자, 숙종 43(1717) 정유 식년시 역과 장원

  - 육남 : 장천서(張天叙)
  - 칠남 : 장천석(張天錫, 1647~?) - 현종 10년 기유 식년시 무과 급제, 현종 11년 부호군으로 특진.
    - 손자 : 장태유(張泰維, 1662~?) - 아명(兒名) 억기[15]. 무과 급제, 훈련원 판관 역임

  - 칠자부 : 청주한씨
  - 팔남 : 장천강(張天綱) - 첨지중추부사 역임, 통정대부 절충장군
  - 팔자부 : 광산 김씨 - 계사(計士: 종8품 산원) 김석령의 딸
    - 손자 : 장붕유(張鵬維)
    - 손자 : 장진유(張震維)

  - 딸 : 변이창(卞爾昌, 1648~?, 한학 역관)에게 출가 - 변승업의 적장자부
  - 딸 : 상궁 장씨
- 첩 : 미상
  - 서자 : 장천위(張天緯)

## 참고 문헌
- 《승정원일기》
- 《조선왕조실록》
- 《비변사등록》
- 《통문관지》
- 《조선시대잡과합격자총람(朝鮮時代雜科合格者總覽)》(韓國學中央硏究院)
- 《조선왕릉 잠들지 못하는 역사. 2》이우상 저
- 《조선의 거상 경영을 말하다》한정주 저
- 《조선 최대 갑부 역관》이덕일 저

## 장현을 등장한 작품
- 오영갑 - 2002년 장희빈 (2002년 드라마), KBS 드라마
- 성동일 - 2013년 장옥정, 사랑에 살다, SBS 드라마
- 남궁민 - 2023년 연인, MBC 드라마

## 같이 보기
- 효종
- 숙종
- 장형
- 희빈 장씨
- 장희재
- 장찬
- 소현세자
- 인평대군
- 복평군
- 복선군
- 강희제
- 김석주

## 주해
1. ↑  본래 사신을 동행하는 역관은 국가의 지원을 받지 못하고 스스로 여행 경비를 해결하도록 하였는데, 대신 중국으로 가는 사신은 각각 인삼 80근을 가지고 가 그것을 팔아서 사행 경비로 충당하도록 하였다.
2. ↑  선조~광해군 시대에 크게 활약했던 의관 허준은 63세에 정2품 정헌대부‧지중추부사로 가자되었다.
3. ↑  허준 또한 정1품 보국숭록대부가 가자되자 문관들이 반발하여 무기한 유보되었다가 허준이 사망한 후에 증직으로 제수되었다. 장현의 승봉을 번번히 반대하였던 세력이 남인이었던 것이 주의사항이다.
4. ↑  장현의 딸이 변승업의 큰며느리이며, 장현의 조카 장천익의 아내가 변승업의 조카 변이우의 딸이다.
5. ↑  효종 12년, 청에 동지사로 간 복선군 이남을 동행했던 역관이 장현이었다. 조선의 왕권이 약하고 신권(서인을 의미함)이 크다며 조선 왕실을 조롱하는 강희제의 말에 복선군이 반론을 하였는데 이를 전해들은 남인은 강희제의 조롱이 송시열과 송준길을 의미한다고 조소했으며 서인은 이를 얹짢게 여겨 복선군이 귀국하기 전부터 복선군의 오래전 사소한 죄마저 들춰내 탄핵할 정도였다. 당시까지 조선은 서인의 일당정권이었으며 이를 조종하는 건 송시열과 송준길이었다.
6. ↑  《숙종실록》에선 장찬이 벌을 받게 된 경위와 실형을 받은 사실은 누락하고, 죄를 지은 장찬이 외척의 신분을 이용하여 보방(保放: 옥에 갖힌 죄인에게 중병이 있을 시 보증인을 세우고 기한적으로 풀려나는 것)되었다고만 수록하였다. - 《숙종실록》 17년(1691 신미 / 청 강희(康熙) 30년) 6월 8일(임술) 1번째기사
7. ↑  《조선왕조실록》숙종 17년(1691년) 5월 15일 기사에 민암이 장현이라면 청에 바치는 공물을 능히 은으로 바꿀 수 있는 능력이 있으니 청에 장현을 데리고 가겠다고 청한 기록만 있는데 이는 민진원 휘하 《숙종실록》 찬수청에서 고의적으로 일부 내용을 바꿔 짜집기한 내용이다.
8. ↑  갑술환국 이후, 역관의 위치는 노론에 의해 붕괴되어 영조시대에 이르러선 역관을 지원하는 숫자조차 희박해지기에 이르렀고 급기야 외국어로 한 마디 소통조차 할 수 없는 역관이 넘쳐나는 심각한 문제가 대두되었다. - 《조선 최대 갑부 역관》이덕일 저.
9. ↑  숙종 15년(1689) 기사환국(1689.2.2)과 동시에 숙종이 원자의 외친이라며 장수, 장응인, 장형을 모두 정승으로 추존해주었을 때 증작된 것이다.
10. ↑  아들인 장현의 공으로 증직된 것.
11. ↑  무과 출신 무관이다.
12. ↑  숙종 15년(1689년) 5월 13일에 옥정이 왕비로 정호되면서 부원군으로 추증됐으나 숙종 20년(1694년) 4월 12일 2차 왕비 교체로 부인들의 교지와 함께 취소됐다.
13. ↑  숙종 27(1701) 신사옥사 후 유배
14. ↑  숙종 20년(1694, 갑술년) 2차 왕비 교체 후로 조부 장현, 부친 장천한과 숙부들이 노론의 보복 응징으로 모두 삭탈관직되어 유배된 상황이란 점이 특색이다. 사과(司果: 정6품 무관직)를 역임하다가 숙종 27년(1701) 신사옥사 후 부친의 죄에 연루되어 황해도 봉산에 유배됐으나 유형 등급은 낮아 비교적 자유로웠다.